# ジュラシック・パーク/デビルズ・イン・ザ・デザート
『ジュラシック・パーク/デビルズ・イン・ザ・デザート』（Jurassic Park Devils in the Desert）とは映画『ジュラシック・パーク』のシリーズのコミック作品の一つ。全1～4冊からなるストーリー構成になっており、2011年にジョン・バーンにより描かれ、IDWパブリッシングから出版された。アメリカ南西部を舞台にプテラノドンが現れる内容となっている。小説版もある。

## あらすじ
『ジュラシック・パークIII』からの何年か後の南カリフォルニア州またはアメリカ南西部の砂漠地帯ある小さな町が舞台。
町の郊外のフランクリン一家の牧場で家畜の牛や羊など15匹が謎の切り刻んで惨殺される事件が起こる。父親のエディーを残し、息子のタイラー・フランクリンは地元の保安官ウィル・トビアスに報告しに行き、トビアスは調査に乗り出す。トビアスがタイラーと共に車で現場に到着すると、エディーがさっきまで乗っていた馬が殺され、エディーの姿が無い。危険を感じたトビアスはタイラーを母親サラの処へ戻し、事件が解決するまで彼女の両親が住む町に移動する様に説得する。トビアスは副官ダニエル・ジャクソンと共に現場で調査し、4つのつま先がある動物の物と思われる足跡を発見し、石膏で型を取って造り州立大学に送った。その後、2つの農家が謎の動物に襲われ、夜中に行方不明のエディーの死体が、州の境界線を超えた処で見つかる。FBI捜査官のハーディングとコワルスキーの2人は調査にあたり、トビアスと一緒に現地に向う。
コワルスキーが先に偵察でヘリコプターで向かい、続いてハーディングはトビアスと車で向かうが、コワルスキーが乗るヘリコプターが謎の動物に攻撃される。また山中でハイキングをしていた家族も攻撃される。一方、州立大学でトビアスが送った、4つのつま先がある謎の動物の石膏を見た古生物学者のジョージ・ラミレスと娘のモニカ・アルバレスは6,500万年前に絶滅したプテラノドンのものだと結論付け、イスラ・ソルナ島からやって来たものとだと推測し説明。トビアス達はプテラノドンを追う。

## 登場人物
ウィル・トビアス（Will Tobias）
南カリフォルニア州にある砂漠の小さな町の保安官。牧場の家畜が変死体で見つかる事を受け調査をしていた。
行方不明のタイラー・フランクリンの父エディーを捜索し、後にFBI捜査官ノア・ハーディングとモニカ・アルバレス博士と共に住民を変死体にさせた犯人であるプテラノドンを追う。
最後はモニカと共に飛行機でプテラノドンを追い動物園に墜落し、プテラノドンと対決するが殺される。
モニカ・アルバレス博士（Dr. Monica Alvarez）
古生物学者。古生物学者のジョージ・ラミレス博士の娘。父親のジョージ共に州立大学で古生物を研究する。
トビアスが送った、4つのつま先がある謎の動物の石膏を見て、父親のジョージと共に6,500万年前に絶滅した動物だとした。調査の為に父親と共に現地に行き、トビアスらと行動し、プテラノドンを追う。
最後は飛行機で追うが、動物園に墜落。
トビアスはプテラノドンに対応してる時に死んでしまい、彼女はホッキョクグマに襲われるがプテラノドンが現れた為、ホッキョクグマはプテラノドンと闘い、その隙に彼女は逃げた。その後、死んだトビアスの葬式に出た。
ジョージ・ラミレス博士（Dr. Jorge Ramirez）
州立大学の古生物学者。同じ古生物学者のモニカ・アルバレス博士の父親。町に現れた古生物（プテラノドン）の調査の為、娘のモニカと現地に行く。
プテラノドンはイスラ・ソルナ島から、カリフォルニアに来たと理論していた。
ダニエル・ジャクソン（Daniel Jackson）
ネイティブアメリカンの町の副官。トビアスと共に行方不明のエディーの捜索と、家畜の変死体を調査してオオカミかピューマの仕業ではないのかと推測していた。
ノア・ハーディング（Noah Harding）
FBI捜査官。行方不明のエディ・フランクリンを探すため、もう一人のFBI捜査官コワルスキーと共に町に派遣された。
相棒のコワルスキー（Kowalski）がヘリコプターで偵察してた時、プテラノドンに襲われ殺される。彼も襲われるが、何とかプテラノドンの攻撃から生き残り、病院で治療を受ける事となる。
タイラー・フランクリン（Tyler Franklin）
エディーの息子の少年。ウィル・トビアスの息子でもある。父親の牧場の家畜が切り刻まれた無残な変死体を調査する為、トビアスの元に報告しに行きトビアスと現場に戻ると、父親エディーが行方不明になる。
後にエディーが死体で発見され、母親サラと一時、サラの両親が住む町に移動するが再びトビアスの元を追って現場に来た時、プテラノドンに襲われウィルとハーディングとモニカに助けられる。
サラ・フランクリン（Sara Franklin）
タイラーの母でエディーの妻。エディーと結婚する以前はウィルと個人的な付き合いをしていた。
エディー・フランクリン（Eddie Franklin）
タイラーの父親。名前のみの登場。
自分の牧場の牛の切り刻まれた無残な変死体を調査して欲しいと、息子タイラーに保安官ウィル・トビアスのところに行かせ報告させた。ウィルとタイラーが来た時、彼は行方不明で、後にプテラノドンに殺され、町から外れた州の境界線を超えた処で死体となって発見される。
リズ（Liz）
町の保安官署に勤める女性。
ナイジェル（Nigel）
息子のスタン（Stan）ら彼の家族とハイキングしていた男。プテラノドンに襲われる。
カナダ博士（Dr. Kanada）
インジェン社の開発プロジェクトチームの人物。日本出身。南カリフォルニア州の町に行き、プテラノドンの死体を調査した。

## 登場する翼竜・動物
プテラノドン Pteranodon
南カリフォルニアの丘地帯を縄張りにし、巣を作って生息していた。南カリフォルニアにある小さな町の住民や家畜などを遅っていた。
ジョージ・ラミレス博士によるとイスラ・ソルナ島で遺伝子組み換えにより造られたプテラノドンがここまで来たのではないかと推測している。しかし『2』、『3』に登場したプテラノドンと同一なのかは不明である。
最後は動物園に現れホッキョクグマと対決し、敗れてホッキョクグマに食べられた。
ホッキョクグマ
動物園にいた動物。トビアスとモニカが飛行機でプテラノドンを追った時、プテラノドンに攻撃され、動物園に墜落。
ホッキョクグマがモニカを襲うとするが、動物園に現れたプテラノドンに襲われ、水の中に飛び込んだ後に、プテラノドンが近づいた処をホッキョククマが水中から出てきて襲い、プテラノドンを倒した。
倒したプテラノドンの死体を食べていた。